# Chiesa del Rosario (Pattada)
La chiesa del Rosario è un edificio religioso situato a Pattada, centro abitato della Sardegna centrale. È consacrata al culto cattolico e fa parte della parrocchia di Santa Sabina, diocesi di Ozieri.
La chiesa, in stile tardo gotico-aragonese, risale al Cinquecento; era originariamente dedicata a san Salvatore. L'edificio, che si affaccia sulla via Crispi, si trova in prossimità della chiesetta di San Giovanni.